# Panzerbrigade z.b.V.
De Panzerbrigade z.b.V. was een Duitse Panzerbrigade van de Duitse Wehrmacht tijdens de Tweede Wereldoorlog. De brigade kwam slechts korte tijd in actie, tijdens Operatie Citadel in juli 1943.

## Krijgsgeschiedenis

### Oprichting
Panzerbrigade z.b.V. werd opgericht op eind juni/begin juli 1943 in Rusland als afsplitsing van Panzerbrigade 10.

### Inzet
De brigade werd geactiveerd om de verschillende pantsereenheden te leiden in de Slag om Koersk (Operatie Citadel). De brigade werd ondergebracht bij het 9e Leger. De brigade voerde het bevel over de schwere Panzer-Abteilung 505 (met voornamelijk Panzer VI Tiger I), Sturmpanzer-Abteilung 216 (Sturmpanzer IV “Brummbär”) en wat afzonderlijke eenheden. Na afloop van Operatie Citadel werden beide delen weer samengevoegd als Panzerbrigade 10.

### Einde
Panzerbrigade z.b.V. werd op in juli/augustus 1943 werd ondergebracht bij Panzerbrigade 10. 

### Slagorde
- schwere Panzer-Abteilung 505
  - 1 juli 1943: 3 compagnieën (1 staf en 2 zware)
    - in totaal 31 Panzer VI, 8 Panzer III(kort), 7 Panzer III(lang)
- Sturmpanzer-Abteilung 216
  - 1 juli 1943: 4 compagnieën (1 staf en 3 StuPa)
    - in totaal 45 Sturmpanzer IV

## Commandanten
| Rang   | Naam              | Begin                     | Eind               |
| ------ | ----------------- | ------------------------- | ------------------ |
| Oberst | Arnold Burmeister | eind juni/begin juli 1943 | juli/augustus 1943 |